# Taras Mishchuk
Taras Viktorovych Mishchuk –en ucraniano, Тарас Вікторович Міщук– (Dubno, 22 de julio de 1995) es un deportista ucraniano que compite en piragüismo en la modalidad de aguas tranquilas.
Participó en los Juegos Olímpicos de Río de Janeiro 2016, obteniendo una medalla de bronce en la prueba de C2 1000 m.
Ganó cuatro medallas en el Campeonato Mundial de Piragüismo entre los años 2015 y 2023, y cinco medallas en el Campeonato Europeo de Piragüismo entre los años 2014 y 2018.

## Palmarés internacional
| Juegos Olímpicos   | Juegos Olímpicos         | Juegos Olímpicos  | Juegos Olímpicos |
| Año                | Lugar                    | Medalla           | Competición      |
| ------------------ | ------------------------ | ----------------- | ---------------- |
| 2016               | Río de Janeiro (Brasil)  | Medalla de bronce | C2 1000 m        |
| Campeonato Mundial |                          |                   |                  |
| Año                | Lugar                    | Medalla           | Competición      |
| 2015               | Milán (Italia)           | Medalla de bronce | C2 500 m         |
| 2021               | Copenhague (Dinamarca)   | Medalla de oro    | C4 500 m         |
| 2022               | Halifax (Canadá)         | Medalla de bronce | C4 500 m         |
| 2023               | Duisburgo (Alemania)     | Medalla de bronce | C4 500 m         |
| Campeonato Europeo |                          |                   |                  |
| Año                | Lugar                    | Medalla           | Competición      |
| 2014               | Brandeburgo (Alemania)   | Medalla de bronce | C4 1000 m        |
| 2015               | Račice (República Checa) | Medalla de oro    | C2 1000 m        |
| 2015               | Račice (República Checa) | Medalla de plata  | C2 500 m         |
| 2017               | Plovdiv (Bulgaria)       | Medalla de bronce | C2 500 m         |
| 2018               | Belgrado (Serbia)        | Medalla de bronce | C2 500 m         |